# Смирнов, Олег Александрович
Олег Александрович Смирнов (2 января 1964, Пушкино, Московская область, СССР) — советский и российский футболист, нападающий и полузащитник.

## Карьера
Воспитанник СДЮШОР «Спартак» Москва.
За свою карьеру выступал в советских и российских командах «Спартак» Москва, «Красная Пресня» Москва, «Ротор» Волгоград, «Торпедо» Волжский, «Шинник» Ярославль, «Спартак» Щёлково, «Рода» Москва, «Спартак» Луховицы, «Альянс» Москва и «Строитель» Мытищи. Проживает в Домодедово Московской области.